# مقاطعة منرو (أوهايو)
مقاطعة منرو (بالإنجليزية: Monroe County)‏ هي إحدى مقاطعات ولاية أوهايو في الولايات المتحدة الأمريكية.

## أعلام
- كاي باكستر
- مارك أ. كارلتون
- صموئيل ف . ستيوارت